# Jerzy Wilhelm z Hesji-Darmstadt
Jerzy Wilhelm z Hesji-Darmstadt (11 lipca 1722 w Darmstadt, zm. 21 czerwca 1782 tamże) – książę Hesji-Darmstadt.

## Życiorys
Jerzy Wilhelm był drugim synem hrabiego Ludwika VIII (1691–1768) z małżeństwa z Charlotte (1700–1726), córką i dziedziczką hrabiego Jana Reinharda III.
Od 1738 do śmierci służył w swojej ojczyźnie, w służbie wojskowej (Pułk okręgowy Hessen-Darmstadt); dodatkowo był on w 1740 właścicielem Pułku Pruskiego i osiągnął stopień generała kawalerii. Jerzy Wilhelm uważany był za eksperta wojskowego swojego ojca i dlatego był też rywalem swojego brata Ludwika IX, który rozbudował Pirmasens, zbudowane, jako miasto garnizonowe.
16 marca 1748 ożenił się z Marią Luizą (1729–1818), córką hrabiego Christiana Karla Reinharda z Leiningen-Dagsburga (1695–1766). Jerzy Wilhelm odziedziczył przez swoje małżeństwo region Broich (zamek Broich), Oberstein, Aspermont, Burgel i Reipolzkirchen.
W 1764 Jerzy Wilhelm otrzymał od swojego ojca, który zawsze faworyzował swojego syna stary pałac przy wieży „Weisser Turm” z ogrodem „Lustgarten” w Darmstadt. Pałac został później przez Jerzego Wilhelma rozbudowany, w którym później reprezentował rodzinę książęcą, zaś jego brat Ludwik IX urzędował w Pirmasens.

## Następcy

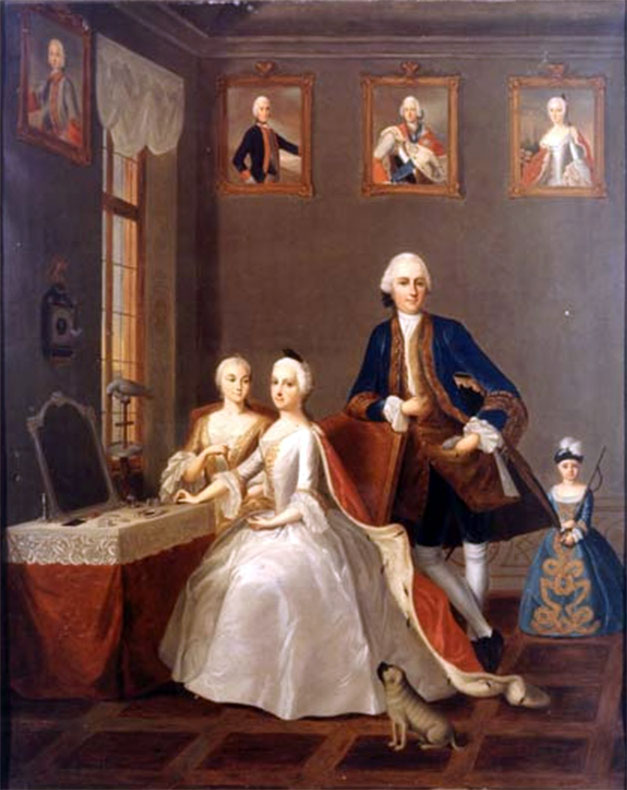
Książę Jerzy Wilhelm z Hesji-Darmstadt ze swoją rodziną

- Ludwig Georg Karl von Hessen-Darmstadt (1749–1823)
∞ (związek morganatyczny), 1788 Friederike Schmidt, „Freifrau von Hessenheim” (1751–1803)
- Georg Friedrich (1750–1750)
- Fryderyka Karolina z Hesji-Darmstadt (1752–1782)
∞ 1768 książę Karol II Meklemburski
- Georg Karl z Hesji-Darmstadt (1754–1830)
- Charlotte z Hesji-Darmstadt (1755–1785)
∞ 1784 książę Karol II Meklemburski
- Karl Wilhelm Georg (1757–1797)
- Friedrich Georg August z Hesji-Darmstadt (1759–1808)
∞ (związek morganatyczny), 1788 Karoline Luise Salome Seitz, „Żona Friedricha” (1768–1812)
- Luiza Henrietta Karolina z Hesji-Darmstadt (1761–1829)
∞ 1777 hrabia Ludwik I (wielki książę Hesji), jako Ludwig I, wielki książę z Hesji nad Renem 1806 (1753–1830)
- Augusta Wilhelmina Maria z Hesji-Darmstadt (1765–1796)
∞ 1785 Maksymilian I Józef Wittelsbach, król Bawarii